# Hundaræktarfélags Íslands
Hundaræktarfélags Íslands (HRFÍ) är Islands nationella kennelklubb. Den är medlem i den internationella kennelfederationen Fédération Cynologique Internationale (FCI) och Nordisk Kennelunion. Den är de isländska hundägarnas intresse- och riksorganisation och för nationell stambok över hundraser. Organisationen grundades 1969.